# Naturalización (biología)
En biología, la naturalización es el proceso de expansión de organismos alóctonos en los ecosistemas. 
Las especies naturalizadas pueden pasar a ser especies invasoras si se hacen suficientemente abundantes para hacer un efecto adverso sobre las plantas nativas y los animales.